# People from Ibiza
People from Ibiza är en singel från 1984 av den kroatiska sångaren Sandy Marton, vilken utgavs som huvudsingeln från sångarens debutalbum Modern Lover.

## Coverversioner
Flera artister har gjort coverversioner av "People from Ibiza". Den svenska poptrion Herreys sjöng in en coverversion till deras andra studioalbum Crazy People 1985.

## Låtlista
Alla låtar är skrivna och komponerade av Sandy Marton och Claudio Cecchetto.
| Nr | Titel                        | Längd |
| -- | ---------------------------- | ----- |
| 1. | "People from Ibiza (Edit A)" | 3:42  |
| 2. | "People from Ibiza (Edit B)" | 4:10  |

## Topplistor
| Lista (1984)                   | Högsta listplacering |
| ------------------------------ | -------------------- |
| Belgien                        | 39                   |
| Nederländerna (Single Top 100) | 45                   |
| Norge                          | 4                    |
| Schweiz                        | 7                    |
| Spanien                        | 62                   |
| Tyskland                       | 10                   |